# Liste der Landesregierungen Tirols

Tiroler Landeswappen

Die Liste der Landesregierungen Tirols listet alle Landesregierungen des österreichischen Bundeslandes Tirols seit der Auflösung des Habsburger Vielvölkerreiches nach dem Ersten Weltkrieg auf.

## Landesregierungen
Erste Republik
- Landesregierung Schraffl (1918–1921)
- Landesregierung Stumpf (1921–1935)
- Landesregierung Schumacher (1935–1938)

Drittes Reich
- Edmund Christoph (1938)

Zweite Republik
- Landesregierung Gruber (1945)
- Landesregierung Weißgatterer I (1945–1949)
- Landesregierung Weißgatterer II (1949–1951)
- Landesregierung Grauß I (1951–1953)
- Landesregierung Grauß II (1953–1957)
- Landesregierung Tschiggfrey I (1957–1961)
- Landesregierung Tschiggfrey II (1961–1963)
- Landesregierung Wallnöfer I (1963–1965)
- Landesregierung Wallnöfer II (1965–1970)
- Landesregierung Wallnöfer III (1970–1975)
- Landesregierung Wallnöfer IV (1975–1979)
- Landesregierung Wallnöfer V (1979–1984)
- Landesregierung Wallnöfer VI (1984–1987)
- Landesregierung Partl I (1987–1989)
- Landesregierung Partl II (1989–1993)
- Landesregierung Weingartner I (1993–1994)
- Landesregierung Weingartner II (1994–1999)
- Landesregierung Weingartner III (1999–2002)
- Landesregierung van Staa I (2002–2003)
- Landesregierung van Staa II (2003–2008)
- Landesregierung Platter I (2008–2013)
- Landesregierung Platter II (2013–2018)
- Landesregierung Platter III (2018–2022)
- Landesregierung Mattle (ab 2022)